# Amar es
Amar es es el título del octavo álbum de estudio grabado por el cantautor mexicano Cristian Castro. Fue lanzado al mercado bajo el sello discográfico BMG U.S. Latin el 30 de septiembre de 2003.

## Antecedentes
El álbum Amar es fue producido por Emilio Estefan, Jr., coproducido por Randall M. Barlow, Federico Ehrlich, Roberto Livi y Rudy Pérez e incluye canciones de Gian Marco y Armando Manzanero. 
Es un disco muy variado en cuanto a géneros musicales, abarca desde el pop latino, la balada romántica y el bolero hasta el rock latino y la cumbia y contó nuevamente con la Miami Symphony Orchestra. estos dos últimos en las respectivas versiones de una canción que le da su alias y que cantaba de niño: "Gallito feliz". De aquí se desprenden éxitos como "No hace falta", "Te llamé", "Si yo fuera él", "Sólo pienso en tí", "Madrigal" y "Oración Caribe". [cita requerida]

## Lista de canciones
| Amar es |                                  |                                           |          |  |
| N.º     | Título                           | Escritor(es)                              | Duración |  |
| 1.      | «Este loco que te mira»          | Gian Marco                                | 5:06     |  |
| 2.      | «Si yo fuera él»                 | Alejandro Montalbán                       | 4:51     |  |
| 3.      | «Why?»                           | Bill Compton, Tony Sheridan, Diane Warren | 4:02     |  |
| 4.      | «Sólo pienso en ti»              | Cristian Castro, Juan Pablo Manzanero     | 4:18     |  |
| 5.      | «Gallito feliz» (Versión rock)   | Demetrio Vite Hernández                   | 3:15     |  |
| 6.      | «No hace falta»                  | Emilio Estefan, Jr., Randall M. Barlow    | 4:47     |  |
| 7.      | «Oración Caribe»                 | María Teresa Lara                         | 2:39     |  |
| 8.      | «Madrigal»                       | Felipe Rosario Goyco                      | 2:55     |  |
| 9.      | «Entre los andes»                | Cristian Castro                           | 7:12     |  |
| 10.     | «Te llamé»                       | Roberto Livi, Rudy Pérez                  | 3:44     |  |
| 11.     | «Mujer de dos caras»             | Gian Marco                                | 4:18     |  |
| 12.     | «Saudade»                        | Mario Palmeiro                            | 5:20     |  |
| 13.     | «Gallito feliz» (Versión cumbia) | Demetrio Vite Hernández                   | 3:35     |  |
| 56:02   |                                  |                                           |          |  |

## Posicionamiento en listas
| Listas (2003)                                   | Mejor posición |
| ----------------------------------------------- | -------------- |
| España PROMUSICAE[cita requerida]               | 75             |
| U.S. Billboard 200[cita requerida]              | 193            |
| U.S. Billboard Top Latin Albums[cita requerida] | 3              |
| U.S. Billboard Latin Pop Albums[cita requerida] | 7              |

## Certificaciones
| País   | Organismo certificador | Certificación | Ventas certificadas | Ref   |
| ------ | ---------------------- | ------------- | ------------------- | ----- |
| México | AMPROFON               | Platino       | 100 000             | [ 2 ] |